# ییتونبولاکه
ییتونبولاکه (به لاتین: Yitunbulake) یک منطقهٔ مسکونی در چین است که در شهرستان رووچیانگ واقع شده‌است. ییتونبولاکه ۵٫۵ کیلومتر مربع مساحت و ۸۰۰ نفر جمعیت دارد و ۳٬۱۹۳ متر بالاتر از سطح دریا واقع شده‌است.